# سكونتروني
سكونتروني (بالإيطالية: Scontrone)‏ هي بلدية في مقاطعة لاكويلا في إقليم أبروتسو الإيطالي.

## السكان
في سنة 1861 بلغ عدد السكان 815 نسمة، وتطور العدد ليصل في سنة 2011 لـ 590 نسمة.
يظهر هذا المخطط البياني تطور النمو السكاني لـ سكونتروني

## توأمة
لسكونتروني اتفاقيات توأمة مع:
- كامبريدج